# Macha Rolnikaite
Macha ou Mascha Rolnikaite, née à Klaipėda (Lituanie), ville alors lituanienne, le 21 juillet 1927 et morte le 7 avril 2016 à Saint-Pétersbourg (district fédéral du Nord-Ouest), est une mémorialiste, survivante et un témoin de la Shoah.  

## Éléments biographiques
Macha est née à Vilnius dans une famille juive. Son père est avocat. 

### La Seconde Guerre mondiale
Le 24 juin 1941, soit trois jours après le début de l'opération Barbarossa, les Allemands arrivent à Vilnius. Aussitôt les massacres commencent avec l'appui des Lituaniens qui voient dans les Allemands des libérateurs et dans les Juifs des traitres, collaborateurs des soviétiques.

Mascha a treize ans lorsque sa famille est séparée. Le père a été envoyé à l'Est par les Soviétiques. Sa mère et ses trois frères et sœurs sont restés à Vilnius. 

#### LeJournalde Macha
L'adolescente commence alors son journal. Elle est enfermée dans le ghetto en septembre 1941. Elle apprend son journal par cœur devant la menace de déportation. Elle veut pouvoir raconter pour qu'un jour on sache ce qui s'est passé.

#### La déportation
En juin 1943, elle est déportée au camp de concentration de Riga-Kaisrwald. Elle est affectée au Kommando de Strasdenhof. En septembre 1944, le camp est évacué par les SS devant l'avance de l'Armée rouge. Macha se retrouve au camp de Stutthof plus à l'ouest. Elle est libérée par l'Armée rouge en mars 1945. Trois personnes survivent dans sa famille : son père, sa sœur et elle-même.

#### Le retour
Après la guerre, elle retranscrit de mémoire son journal. Avec un sens aigu de l'observation, elle raconte avec précision la vie dans le ghetto jusqu'à sa destruction, la souffrance des habitants. Son livre paraît en 1965 en URSS mais dans une version censurée pour coller à l'historiographie officielle de l'époque. La collaboration volontaire des Lituaniens avec les Allemands pendant la guerre est alors un sujet tabou.
Son journal est traduit en allemand en 2002 dans une version non-expurgée avant d'être traduit en français (à partir de la version allemande) en 2003. Le journal qui souligne la collaboration zélée de Lituaniens est mal accueilli en Lituanie. Mascha Rolnikaite est morte à Saint-Pétersbourg le 7 avril 2016. Macha Rolnikaite est inhumée au cimetière de la Transfiguration juif de Saint-Pétersbourg.

## Œuvre
- Le journal de Mascha – De Vilnius à Stutthof (1941-1945), Liana Levi, 2003.

## Prix
- Prix Mémoire de la Shoah 2003[3].